# Майка звичайна
Майка звичайна (Meloe proscarabaeus) — жук з родини наривників (Meloidae). Крила відсутні, надкрила вкорочені, ззаду розходяться.

## Опис
Жук чорного або темно-синього кольору з металевим відливом, з м'яким тілом без задніх крил і з редукованими надкрилами. Самки з великим, товстим черевцем. Тіло незграбне, м'ясисте, у самок з сильно роздутим черевцем, яке лише частково прикрите надкрилами. Довжина тіла від 10 до 35 мм.
Коли їм загрожує небезпека, виділяють зі зчленувань тіла маслянисту, неприємно пахнучу рідину.
Жук — отруйний. Один жук містить смертельну для людини дозу подразника кантаридину.

## Розвиток
Життя майок дуже коротке. Самці вмирають після спарювання, а самки — як тільки встигнуть відкласти яйця. При кладці самка вириває попередньо ямку, глибиною приблизно 26 мм, і відкладає туди яйця купкою. Влаштувавши одне гніздо, вона приймається за друге, третє, іноді навіть четверте, так що загалом відкладає від 2 до 10 тис. яєць.

## Розповсюдження
Жуки зустрічаються в Європі, від сходу до Центральної Азії. Вони живуть у піщаних і відкритих місцях. Жуки регіонально досить поширені в Центральній Європі. В цілому, їх кількість зменшується, оскільки середовище проживання жуків, особливо луків, все частіше змінюється. Тому ці жуки, приміром, у Німеччині в Червоному списку зникаючих видів.

## Спосіб життя
З'являються майки в перших числах травня. Личинки виповзають через 28-40 днів і живляться рослинами, але почасти і ведуть паразитичний спосіб життя на личинках інших комах, що їм неважко при незначній величині. Личинки паразитують у гніздах бджіл. Молоді личинки розселяються на далекі відстані, забираючись на квітки і прикріплюючись до бджіл та інших літаючих комах. Для приманювання цих комах група личинок сама може зображати бутон квітки.

## Галерея
Звичайна Майка:

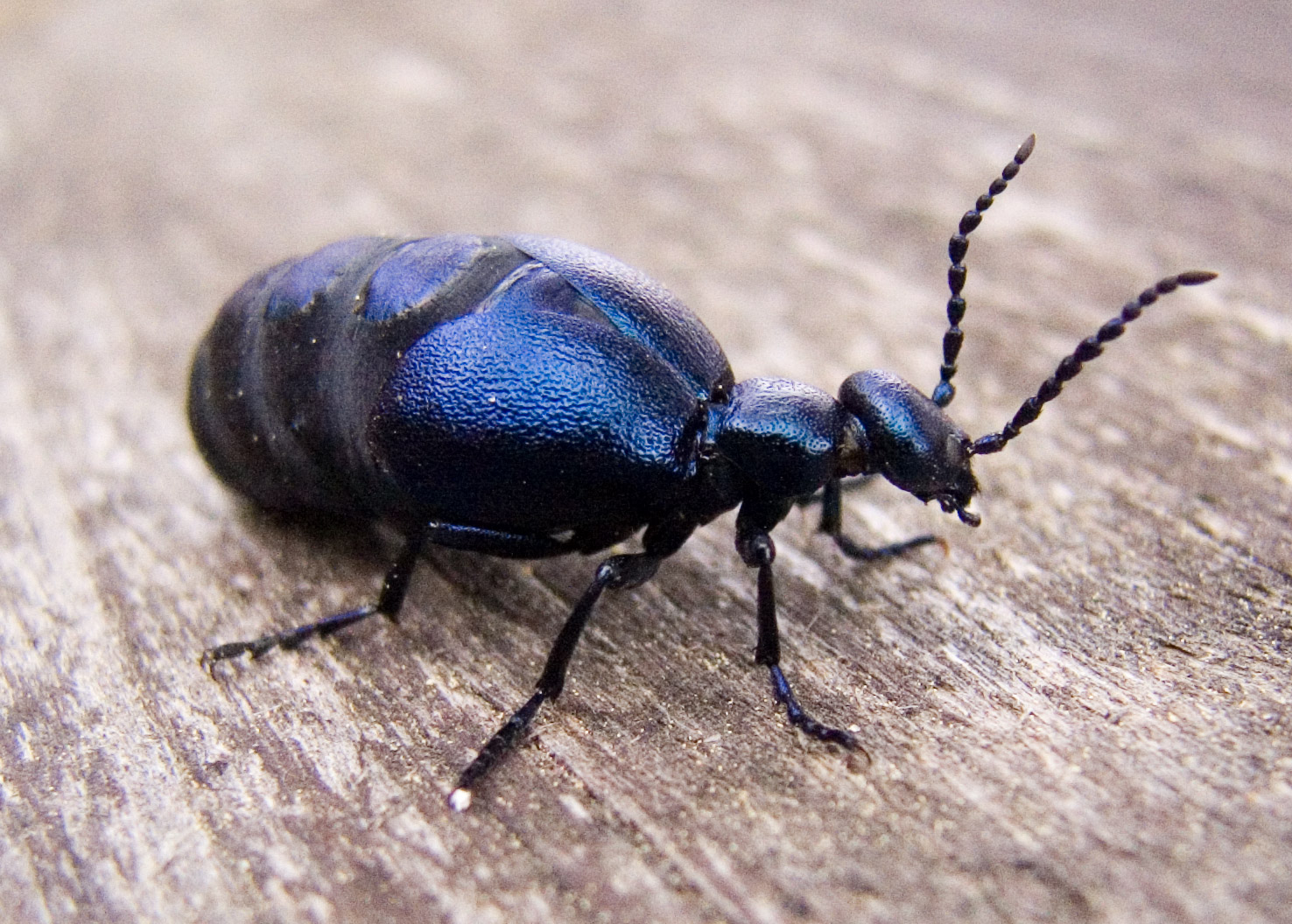
Синього забарвлення. Травень
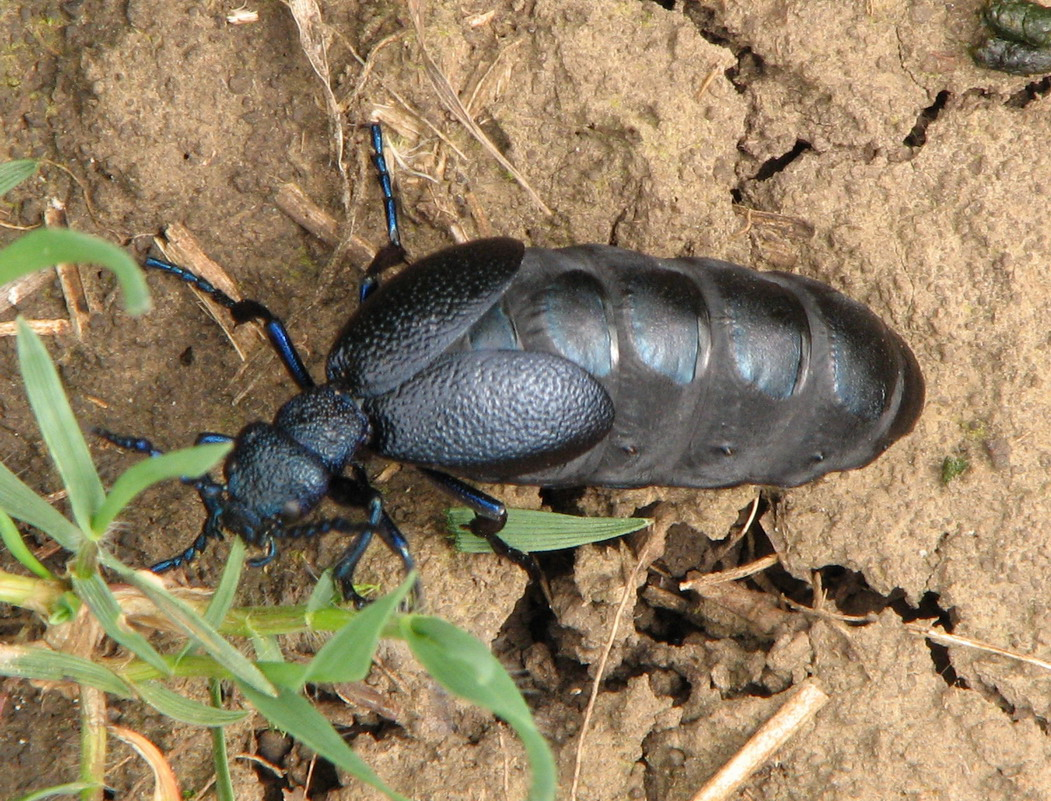
Самка. Одеса, квітень